# BioForge
BioForge (рабочее название: Interactive Movie 1) — компьютерная игра (Action-adventure), выпущенная в 1995 году компанией Origin Systems для PC. Игра позиционировалась на рынке как интерактивный фильм ввиду её глубокого сюжета и участия большого количества актёров (всего было задействовано 22 человека для озвучивания различных персонажей и компьютерных голосов). Игра была переведена на четыре языка: английский, немецкий, французский и испанский (только текст и субтитры).
Ввиду использования отрисовки текстур, детализованных трехмерных моделей и программного рендеринга (ускорители трехмерной графики ещё не были широко распространены), игра предъявляла очень высокие для 1995 года требования к компьютерному оборудованию: 8 MB RAM и 486 процессор с тактовой частотой как минимум 33 MHz.
Игра была хорошо принята, но имела низкие уровни продаж. Многими считается, что BioForge относится к тем играм, которые были недооценены в своё время и прошли незамеченными для большинства игроков.

## Сюжет
В далеком будущем вся исследованная вселенная находится под контролем организации, именуемой «Ретикулюм» (англ. 'the Reticulum', от лат. reticulum — сетка). В противовес существует фанатическая экстремистская религиозная группа, известная как «Мондиты» (англ. 'the Mondites', от англ. mondial — всемирный, мировой), члены которой верят в эволюцию человечества посредством кибернетических имплантатов, вдохновляемая на покорение галактики её сумасшедшим лидером, Праймом Парагоном (англ. 'the Prime Paragon').
Годы назад корабль Ретикулюма «Ambassadoria» вошёл в контакт с древним космическим кораблем, содержащим останки представителей инопланетной цивилизации, помещенных в анабиоз. Тело одного из инопланетян было переправлено на корабль землян для проведения исследований, однако пришелец вернулся к жизни и принялся уничтожать все вокруг до тех пор, пока корабль не самоуничтожился прямо после того, как капитан сделал запись обо всем произошедшем в бортовой журнал. Тем не менее, Мондиты получили сигнал о бедствии раньше Ретикулюма, и посредством изучения чёрного ящика и останков они, наконец, обнаружили в дальнем секторе галактики родину пришельцев, луну, которую они назвали Дедал (по имени персонажа греческой мифологии). Обустроив там базу, они принялись исследовать руины, оставленные инопланетянами, древней разумной расой Фикс (англ. Phyxx), вымершей много веков назад.
В конце концов, Мондиты начали похищать людей и перевозить их на Дедал, чтобы проводить над ними эксперименты. Сумасшедший учёный по имени доктор Мастаба (англ. Dr. Mastaba), начальник базы и глава «Проекта УБУ» (Убийца биологически усиленный) (англ. «ABA Project» (Assasin Biologically Augmented)), проводит эти эксперименты под видом научных исследований, калеча тела своих жертв, пытаясь превратить их в совершенные машины для убийства. Тем не менее, до сих пор подопытные только или умирали, или сходили с ума.
Используя технологию, заимствованную у расы Фикс, Мондиты наконец преуспели в своих экспериментах. Но когда один из пришельцев случайно вышел из анабиоза в своей усыпальнице, он в ярости двинулся через исследовательский комплекс, по пути повредив реактор и убив половину персонала базы.
Игрок принимает роль киборга по имени Лекс (Экспериментальная единица AP-127) просыпается в тюремной камере на Дедале, не имея никаких предшествующих воспоминаний. Вырвавшись из камеры, игрок обнаруживает, что он   — один из немногих, переживших инцидент, разоривший станцию. Ему предстоит выяснить всю правду о себе, об исследовательской станции, о странном культе Мондитов, управляющих станцией, и о таинственной древней расе пришельцев, которые прежде населяли луну.

## Совместимость с современными системами
BioForge несовместима с современными операционными системами типа Windows XP, но стабильно работает в эмуляторе DOSBox версии 0.65 и выше. Ещё одним способом является запуск игры в виртуальной машине.